# Olaudah Equiano
Olaudah Equiano (ur. 1745  – zm. 31 marca 1797), znany także jako Gustaw Vassa, należał do najważniejszych afrykańskich przedstawicieli w brytyjskiej dyskusji na temat zniesienia handlu niewolnikami. Pochodził z plemienia Igbo, które zamieszkuje obecnie terytorium Nigerii. Autobiografia Equiano przedstawiała koszmarny los niewolników i w ten sposób skłoniła brytyjskich ustawodawców do wprowadzenia zakazu handlu niewolnikami w roku 1807, na mocy Aktu o Handlu Niewolnikami. W młodości Equiano był niewolnikiem. Po wyzwoleniu pracował jako żeglarz, kupiec oraz odkrywca w Południowej Ameryce, na Karaibach, w Arktyce, koloniach amerykańskich oraz w Wielkiej Brytanii.

## Młodość i niewola
Olaudah urodził się w regionie Essaka nad rzeką Niger, na terytorium zamieszkanym przez ludność posługującą się językiem igbo. Jego ojciec był członkiem plemiennej starszyzny. Był arbitrem w sporach pomiędzy mieszkańcami wioski. Plemię, z którego wywodził się Equiano, miało niewielkie potrzeby egzystencjalne. We wczesnym wieku, podczas nieobecności rodziców w domu, Equiano został porwany przez krewnych i zmuszony do niewolniczej służby w innej wiosce, gdzie hierarchia wodzostwa była związana z niewolnictwem. Wtedy po raz pierwszy Equiano zetknął się z Europejczykami.
Equiano miał sześciu braci i jedną siostrę. Był członkiem ogromnej, wielopokoleniowej rodziny. W wieku dziesięciu lat został wraz z siostrą porwany i sprzedany handlarzom niewolnikami. Handlarze zabrali go do Nowego Świata, a konkretnie - na Barbados. Zanim umieszczono go na statku, płynącym za Ocean Atlantycki, kilkakrotnie przechodził z rąk do rąk. Nikt nie chciał go kupić ze względu niski wzrost i wątłą budowę ciała. Praca na plantacji trzciny cukrowej przeznaczona była dla silnych ludzi. Odesłano go zatem do amerykańskiej Wirginii. Na miejscu został zakupiony przez Michaela Pascala, komandora porucznika floty angielskiej (Royal Navy).
Pascal przemianował swojego niewolnika na Gustavusa Vassę (zlatynizowana forma imienia Gustawa Wazy, szwedzkiego szlachcica, który został królem Szwecji w XVI w.) Handlarze i właściciele niewolników zwyczajowo zmieniali imiona swoim podwładnym. Gustaw to tylko jedno z imion, jakie Equiano otrzymał przechodząc z rąk do rąk. Wtenczas odmówił przyjęcia imienia Gustaw - wolał, by nazywano go Jacobem. Pascal za karę skuł go kajdanami i zagroził, że oswobodzi go dopiero wtedy, gdy Equiano zaakceptuje swoje nowe imię. Według relacji Equiano, pozostawał on skrępowany przez długi czas aż ostatecznie przełamał się. Przyczyna wyboru nietypowego imienia nie jest znana. Według historyka Simona Schamy, Pascal prawdopodobnie służył na statku o nazwie "Gustaw Waza" i mógł czuć do tej nazwy sentyment. Najbardziej znany statek Waza, uczestniczący w wojnie trzydziestoletniej, gdy Szwecja i Anglia były sojusznikami, zatonął jedną milę morską po rozpoczęciu swojego dziewiczego rejsu w roku 1628. Próby wydobycia statku z głębin, podjęte przez angielskich inżynierów, okazały się nieskuteczne. W okresie, gdy właścicielem Equiano był Pascal, Szwecję i Anglię poróżniła wojna siedmioletnia. Imię odziedziczone po XVII-wiecznym okręcie flagowym Szwecji miało więc prawdopodobnie upokorzyć młodego niewolnika.
W swojej autobiografii Equiano wspominał, że traktowanie niewolników pracujących w domach było niezwykle okrutne. Stosowano wobec nich wymyślne metody karania, włącznie z "żelaznym kagańcem", który nakładano na usta niewolnika, by nie mógł mówić. Equiano opisał w książce swoje zdumienie i przerażenie, jakiego doznał w nowym środowisku. Equiano miał wrażenie, że oczy postaci na obrazach, wiszących na ścianach w mieszkaniu jego właściciela, obserwują każdy jego krok, a wiszący na kominku zegar - informuje jego pana o każdym przejawie niesubordynacji.
Jako niewolnik kapitana floty, Equiano miał możliwość podróżowania, szczególnie w okresie wojny siedmioletniej z Francją. Equaino był osobistym służącym Pascala, ale w czasie bitwy musiał także wciągać skrzynie z prochem strzelniczym na pokład. Pascal uważał go za jednego ze swoich najlepszych niewolników, więc umożliwił mu naukę czytania w angielskiej szkole. W tym czasie inni służący Pascala poinformowali Equiano, że nie trafi do Nieba jeżeli nie przyjmie chrztu. Pascal pozwolił mu na przyjęcie chrztu w kościele św. Małgorzaty w Westminsterze w lutym 1759 r. Pomimo szczególnego traktowania, jakiego Equiano doświadczał w okresie wojny, nie otrzymał on obiecanego przez Pascala wynagrodzenia, które dostali pozostali żeglarze. Podczas podróży niewolnik dość dobrze nauczył się czytać i pisać.
Później Equiano został ponownie sprzedany na wyspie Montserrat, wchodzącej w skład karaibskiego archipelagu Wysp Nawietrznych. Znajomość pisma oraz umiejętności żeglarskie czyniły z niego niewolnika zbyt wartościowego do pracy na plantacji. Z tego względu nie cieszył się zbyt wielkim zainteresowaniem kupców. Wielu handlarzy odstraszał fakt, że Equaino dobrze znał się na nawigacji morskiej. Ostatecznie wykupił go Robert King, pochodzący z Filadelfii kupiec, należący do związku kwakrów. King zajmował się handlem na Karaibach. Kazał swojemu niewolnikowi opracowywać trasy rejsów dla statków handlowych. W roku 1765 King oświadczył, że za czterdzieści funtów (kwotę za jaką nabył Equiano), zwróci niewolnikowi wolność. Pomógł mu w doskonaleniu umiejętności czytania i pisania oraz dogłębniej zaznajomił z zasadami i dogmatami chrześcijaństwa, a ponadto pozwolił mu czerpać część zysków z handlu. W trzeciej dekadzie życia, Equiano wykupił się z niewoli.
King proponował Equiano pozostanie na Karaibach i wspólnotę w interesach. Nigeryjczyk odmówił mu, gdyż uważał, że jako oswobodzony z niewoli czarnoskóry nie może czuć się bezpiecznie w kolonii brytyjskiej. Gdy próbował wsiąść na statek w Georgii, ledwie uniknął ponownego zniewolenia. Zwolniono go, gdy udowodnił swój poziom wykształcenia. Udał się do Anglii, gdzie po tzw. procesie Somerseta w roku 1772 niewolnictwo w Anglii (ale nie w Imperium Brytyjskim) zostało formalnie zniesione (chociaż po analizie prawniczej okazało się, że przepisy regulujące tę kwestię są dość niejednoznaczne).

## Pionier abolicjonizmu
Po kilku latach podróżowania i uprawiania handlu, Equiano wrócił do Londynu, gdzie zaangażował się w działania na rzecz zniesienia niewolnictwa. Ruch abolicjonistyczny został już wcześniej zainicjowany przez kwakrów. Equiano był metodystą. Jego wiarę ukształtowała, prowadzona przez George’a Whitefielda, ewangelizacja Nowego Świata.
Equiano stał się popularnym mówcą i wszedł dzięki swoim zdolnościom we wpływowe towarzystwo. Finansowo wspierali go abolicjoniści oraz religijni ofiarodawcy. Zachęcili go do wydania własnej autobiografii. W pracach nad książką wspomogła go m.in. Selina Hastings, hrabina Huntingdon. Dzieło Equiano - "The Interesting Narrative of the Life of Olaudah Equiano, Or Gustavus Vassa, The African", wydane po raz pierwszy w roku 1789, zaskoczyło wielu czytelników obrazowością opisu, literackim stylem oraz narracją. Relacje byłego niewolnika zawstydziły wielu przeciwników ruchu abolicjonistycznego. Książka rozeszła się w bardzo szybkim tempie i wkrótce pojawiły się kolejne wydania. Autobiografia Equiano to jeden z pierwszych drukowanych utworów afrykańskich. Opis przeżyć XVIII-wiecznego czarnego imigranta i byłego niewolnika wywołał w Anglii sensację, która przekonała rzesze ludzi do ruchu abolicjonistycznego. 
Akcja opowieści Equiano rozpoczyna się w zachodnioafrykańskiej wiosce, skąd w roku 1756 porwano go i sprzedano w niewolę. Narrator barwnie opowiada o epidemii i koszmarze w trakcie transportu przez Atlantyk: "Błagałem moją ostatnią przyjaciółkę, Śmierć, żeby mnie wyzwoliła". Według książki, młody Equiano został przewieziony na plantację w Wirginii, gdzie go torturowano. Wyjaśniał, że niewolnictwo brutalizuje każdego - niewolników, dozorców, gospodynie plantacji i całe społeczeństwo.
W dalszej części autobiografia opisuje, jak los przywiódł jej autora do Anglii, gdzie zasymilował się on z angielskim społeczeństwem i został czołowym działaczem ruchu przeciwko niewolnictwu. Opis niesławnej masakry na statku Zong, przewożącym niewolników z Afryki na Jamajkę - gdy wyrzucono za burtę 133 niewolników w zamian za pieniądze z ubezpieczenia, wstrząsnął narodem angielskim. Książka Equiano położyła podwaliny pod działalność ruchu abolicjonistycznego. Dała czytelnikom do zrozumienia, że mieszkańcy Afryki też są ludźmi i - że niewolnictwo jest procederem niehumanitarnym. 
Dzięki swojej autobiografii Equiano zbił fortunę, która uniezależniła go od sponsorów i pozwoliła mu w pełni decydować o swoim życiu. Wkrótce zaangażował się w pracę nad poprawą gospodarczych, społecznych i edukacyjnych warunków w Afryce, a szczególnie w kolonii Sierra Leone.
Equiano wspominał swoje dzieciństwo w wiosce Essaka, gdzie został wychowany w tradycji uwielbienia dla "największych wojowników". Equiano dostarczył unikatowych relacji z tradycyjnego życia plemion afrykańskich przed pojawieniem się europejskich handlarzy niewolnikami. Równie wymowne są jego podróże morskie do Ameryki, Turcji i krajów śródziemnomorskich; a także udział w najważniejszych bitwach morskich wojny siedmioletniej oraz uczestnictwo w wyprawie Constantine'a Johna Phippsa w latach 1772-73, której celem było odnalezienie Przesmyku Północno-Zachodniego. Razem z Granville’em Sharpem odgrywał wiodącą rolę w Brytyjskim Ruchu Abolicjonistów. W imieniu tego stowarzyszenia, w roku 1788, wysłał petycję do królowej Anglii. Brał również udział w wyprawie, której celem było osiedlenie biednych czarnoskórych londyńczyków w Sierra Leone, brytyjskiej kolonii na zachodnim wybrzeżu Afryki. Nigdy nie udało mu się jednak wrócić do ziemi ojczystej.

## Rodzina w Wielkiej Brytanii
W pewnym momencie, strudzony licznymi podróżami, Equiano zdecydował się osiedlić w Wielkiej Brytanii i założyć rodzinę. Equiano jest związany z miasteczkiem Soham w hrabstwie Cambridgeshire, gdzie 7 kwietnia 1792 r. w kościele pw. św. Andrzeja poślubił Susannę Cullen. Oryginalny rejestr ślubów zawierający wpis o ślubie Equiano z panną Culen przechowywany jest obecnie w zbiorach Biura Archiwów Hrabstwa w Cambridge.
W każdej kolejnej edycji autobiografii, począwszy od roku 1792, wspominał o swoim ślubie. Niektórzy uważają, że ślub z Angielką odzwierciedlał jego poparcie dla związku handlowego między Afryką a Wielką Brytanią. Małżeństwo zamieszkało w okolicy Cambridge i wydało na świat dwie córki: Annę Marię i Joannę.
Susannah Equiano zmarła w lutym 1796 r. w wieku 34 lat. Olaudah Equiano zmarł rok później, 31 marca 1797 r. Niedługo potem zmarła jego starsza córka, zostawiając Joannie cały spadek po ojcu, wyceniany na 950 funtów, co wówczas stanowiło dość pokaźną kwotę, równą w przybliżeniu dzisiejszym 100 000 funtów. Joanna poślubiła duchownego - Henry'ego Bromleya. Wspólnie założyli zbór kongregacyjny w Clavering w pobliżu Saffron Walden w hrabstwie Essex. W połowie XIX stulecia przeprowadzili się do Londynu.

## Ostatnie dni życia i testament
Chociaż śmierć Equiano odnotowano w Londynie, to miejsce jego pochówku nie jest udokumentowane. Jednym z ostatnich adresów, pod którymi zamieszkiwał jest Plaisterer Hall w centrum Londynu (gdzie 28 maja 1796 r. sporządził swój testament).
Po spisaniu swojej ostatniej woli, Olaudah Equiano przeniósł się na John Street niedaleko zboru metodystów Whitefielda (w latach 50. XX w. zamienionego na zbór kongregacyjny). Ostatecznie przeprowadził się na Paddington Street, gdzie zmarł. O jego śmierci wspomniały w nekrologach gazety. Nie pozostawił wytycznych ani życzeń odnośnie do miejsca swojego pochówku, być może ze względu na bezpieczeństwo jego grobu. Frakcje elity politycznej zamierzały powstrzymać ruch reformistów w latach 90. XVIII w, podczas rewolucji francuskiej i wojny o niepodległość Stanów Zjednoczonych. Equiano był swego czasu członkiem Londyńskiego Stowarzyszenia Korespondencyjnego (London Corresponding Society), które domagało się przyznania prawa wyborczego robotnikom. Blisko przyjaźnił się z Thomasem Hardym, sekretarzem Stowarzyszenia, oskarżonym przez rząd o zdradę stanu. W grudniu 1797 r. sponsorowane przez rząd pismo Anti-Jacobin, nieświadome śmierci Equiano, przypuszczało, że abolicjonista wciąż żyje i przedstawiło wobec tego ośmieszającą go relację z konferencji członków stowarzyszenia Friends of Freedom.
Testament Olaudaha Equiano świadczy o szczerości jego religijnych i społecznych przekonań. Jego córka Joanna zmarła przed osiągnięciem 21 roku życia (wieku w którym mogłaby przejąć odziedziczony majątek). Połowa spadku została więc przekazana Towarzystwu Sierra Leone (Sierra Leone Company), zajmującemu się udzielaniem pomocy ludności zachodniej Afryki, a druga połowa - Londyńskiemu Towarzystwu Misyjnemu (London Missionary Society), które krzewiło oświatę w brytyjskich koloniach. Organizacja ta została powołana rok wcześniej, w listopadzie, w zborze hrabiny Huntingdon. 

## Kontrowersje wokół pochodzenia
Vincent Carretta, profesor literatury i autor biografii Equiano z 2005 r. zwraca uwagę na trudność, jaką każdemu biografowi sprawia kwestia pochodzenia Equiano. W swojej książce Caretta wysunął przypuszczenie, że Equiano mógł sfałszować swoje afrykańskie korzenie i doświadczenie morderczej przeprawy przez Atlantyk, by sprzedać więcej egzemplarzy książki, ale przede wszystkim - by zwiększyć zainteresowanie ruchem przeciwko niewolnictwu.
Caretta pisze:
"Przodkowie Equiano na pewno pochodzili z Afryki. Poszlaki wskazujące, że Equiano był Afro-Amerykaninem z urodzenia i afrykańskim Brytyjczykiem z wyboru wydają się dość przekonujące, ale nie zostały ostatecznie potwierdzone. Jako że poszlaki nie są tożsame z dowodami, każdy, kto zajmuje się życiorysem Equiano, musi zmierzyć się z tym problemem."
Carretta odnalazł akt chrztu Equiano oraz rejestr marynarzy, na którym widnieje jego nazwisko. Na podstawie tych dokumentów można powiązać Equiano z Południową Karoliną. Odnaleziono również rejestr pierwszej podróży Equiano na Arktykę; przemawia on za wersją, że Equiano pochodził z Karoliny, a nie - z Afryki. Historycy, którzy wierzą, iż Equiano naprawdę urodził się w Afryce, mają do rozstrzygnięcia kwestię, że źródłem informacji o pochodzeniu była wyłącznie jego autobiografia, a nie relacje jego właściciela, Pascala. Grupa naukowców, włącznie z Paulem Lovejoyem, poszukuje niezbitych dowodów na afrykańskie pochodzenie Equiano. Jak dotąd nie przedstawiono żadnego dowodu na poparcie wersji z opowieści Equiano. 
Natomiast inni naukowcy przyjęli za wystarczające, przekazywane ustnie opowieści o wychowaniu Equiano w nigeryjskiej wiosce Isseke. Twierdzenie to oparte jest głównie na rozprawie autorstwa Catherine Obianuju Acholonu pt. "The Igbo Roots Of Olaudah Equiano: An Anthropological Research" (1989). Przed wydaniem książki przez dr Acholonu nie istniało miasto o nazwie Isseke. Jej tezy zostały zdecydowanie odrzucone przez większość badaczy, w tym również przez naukowców nigeryjskich, którzy ujawnili błędy w jej rozprawie. Dla przykładu, Acholonu stwierdziła w swojej książce, że w latach 80. XX w. rozmawiała ze świadkami, którzy wychowywali się w Afryce razem z Equiano, zanim w połowie XVIII wieku (!) został on schwytany przez handlarzy niewolnikami.
"Historycy nigdy nie podważali rzetelności opowieści Equiano, ani przemożnego wpływu, jaki jego książka wywarła na rozwój kwestii abolicjonizmu [...] szczególnie w latach 90. XVIII w. w Wielkiej Brytanii. Jednak, niektóre fragmenty relacji Equiano z podróży przez Atlantyk mogły zostać zaczerpnięte ze wcześniej opublikowanych sprawozdań, lub przedstawiać doświadczenia znajomych autora."

## Wizerunek w mediach
W roku 2005 telewizja BBC wyprodukowała rekonstrukcję wydarzeń związanych z handlem niewolnikami w wieku XVIII. Film, oparty na materiałach archiwalnych oraz rozmowach z naukowcami (Stuartem Hallem i Ianem Duffieldem), przedstawia społeczny i ekonomiczny wymiar handlu ludźmi. 
Senegalski piosenkarz i muzyk Youssou N'Dour wcielił się w rolę Olaudaha Equiano w filmie pt. "Amazing Grace" z 2007 r.
Wydawnictwo Stone Publishing House wydało książkę dla dzieci pt. "Equiano: The Slave with the Loud Voice". Napisał ją historyk, dr Robert Hume. Autorem ilustracji jest Cheryl Ives. Hume pisał wcześniej książki o drze Josephie Bellu, Krzysztofie Kolumbie i Perkinie Warbecku. Również w roku 2007, radio BBC 7 rozpoczęło emisję radiowej adaptacji autobiografii Equaino, w której w role głównych bohaterów - Olaudaha i Sary Equiano wcielili się David i Jessica Oyelowo. Pierwszy odcinek słuchowiska wyemitowano w niedzielę wielkanocną, 8 kwietnia 2007 r.